# سانتا النا، انتره ریوز
سانتا النا (به اسپانیایی: Santa Elena) یک شهر در آرژانتین است که در ایالت انتره ریوز واقع شده‌است. سانتا النا ۱۸٬۴۱۰ نفر جمعیت دارد.